# EcuRed
EcuRed（エキュレッド）はキューバ政府直属のインターネット百科事典。インターネットを通してキューバの価値観を広めるために2010年に作られた。内容は時事問題の解説、歴史、国際関係、医学、スポーツ、科学など硬い内容が多く、学生の勉強に役に立つように配慮されている。また、一般のキューバ人があまり興味あるとはいえないサッカーの内容も充実しており、国内だけではなく、国外のスペイン語圏に対してもキューバの主張をアピールする意図をもって作成されたことがうかがわれる。ただし、掲示板としての機能はなく、その点に関してはcubadebateが人気がある。スペイン語のウィキペディアのキューバに関する情報はエキュレッドの丸写しのことがしばしばある。スポーツ情報がとても充実しており、cuban-play、beisbolcubano、zona de strikeと共にキューバを代表するスポーツ情報サイトでもある。